# Тугованке за завичајем

Тугованке за завичајем (енгл. Homeland elegies) је роман аутора Ајада Актара (енгл. Ayad Akhtar) објављен 2020. године у издању Little, Brown and Company. Српско издање је објавила издавачка кућа Лагуна из Београда 2021. године у преводу Марка Младеновића.

## Писање и позадина
Књига је фикција, иако написана да подсећа на мемоаре. Садржи неке аутобиографске елементе; протагониста дели име, порекло и каријеру аутора.  Тугованке за завичајем називане су аутофикцијом.  Актар је говорио о томе како је желео да ефекат романа буде као скроловање кроз друштвене мреже: „То је есеј. То су мемоари. То је фикција. Само је морало бити беспрекорно, на начин на који је платформа попут Инстаграма беспрекорна. А једна од кључних димензија тог садржаја је постављање и курирање сопства.“  Додаје да писање књиге у првом лицу и називање наратора „Ајад Актар“ омогућава му „да има однос са читаоцем који се чини непосреднијим од фикције. Али ја знам само како да пишем фикцију“ ... Не бих знао како да напишем мемоаре.“ 
Идеја за писање Тугованке за завичајем пала је на памет Актару док је био у Риму, читајући Канти Ђакома Леопардија. Прва песма „Италији“ инспирисала га је да напише роман о Америци, која је „изгледала као да је на ивици распада“. Тугованје за завичајем почињу са „Увертиром у Америку“, а затим су подељене на осам делова, након чега следи кода под називом „Слобода говора“. Актар је моделирао делове различитих Толстојевих новела: „V Ријаз; или трговац смрћу“ из Хаџи Мурата ; „VI О љубави и смрти“ из Кројцерове сонате ; и „VIII Лангфорд против Релијанта; или, Како се завршава америчка прича мог оца“ из Смрти Ивана Иљича. 
Књига коментарише скорашњу политичку и финансијску историју Сједињених Држава  укључујући избор Доналда Трампа, нападе 11. септембра и америчку економију подстакнуту дуговима. 

## Рецепција

### Критички пријем
Према часопису Book Marks, књига је добила „одушевљено“ мишљење, засновано на тридесет једном критичару: двадесет пет „одушевљених“, пет „позитивних“ и један „мешовити“.  
Двајт Гарнер је у својој рецензији за Њујорк тајмс похвалио Тугованке за завичајем као „прелеп роман о америчком сину и његовом оцу имигранту“. Гарнер је у роману уочио „одјеке“ Великог Гетсбија, наводећи да он „заокружује, са оштрим интелектом, могућности и ограничења америчког живота“.  Рафија Закарија, пишући за Бостон Глоуб, повољно је упоредила дело са романима и мемоарима Салмана Руждија.  Александра Шварц, у свом профилу Ахтара у часопису „Њујоркер“, назвала је роман „крешендом негодовања који подсећа на „Урлик “Алена Гинзберга“ ... [Актар] осуђује недавне грехе и неуспехе нације ... буни се против култа похлепе у земљи, проституције приватног живота зарад јавне пажње, њене оданости уређајима ... да пружи свој приказ разједињене нације.“  Рон Чарлс из Вашингтон поста похвалио је књигу, назвавши је „врхунским делом“ и изјавио да га не би изненадило „ако [Ахтар] освоји другу Пулицерову награду“.  Жуно Дијаз, рецензирајући књигу за часопис „О“, назвао је Тугованке за завичајем „књигом године“. 

### Почасти
Књигу Тугованке за завичајем прогласили су једним од 10 најбољих књига 2020. године од стране часописа „Њујорк тајмс“, „Вашингтон пост“, Публишерс викли, „Ентертејнмент викли“, „Схелф аверсејс“ и „Тајм“.      
Часописи O Magazine, Slate, Kirkus Reviews, NPR, The Economist, Library Journal и Јавна библиотека Њујорка прогласили су Тугованке за завичајем једном од најбољих књига 2020. године.      
Барак Обама је прогласио Тугованке за завичајем једном од својих омиљених књига 2020. године. 
Роман је био финалиста за медаљу Ендруа Карнегија за изврсност у фикцији 2021. године. 
Роман Тугованке за завичајем освојио је Америчку књижевну награду за 2021. годину  и књижевну награду Удружења библиотека Висконсина за 2021. годину. 

## Телевизијска адаптација
FX развија ограничену серију од осам епизода Homeland Elegies, коју су адаптирали Ахтар и Орен Моверман, који ће режирати свих осам епизода. Кумаил Нанџијани ће глумити у серији. 